# Manuela Golz
Manuela Golz (* 31. August 1965 in West-Berlin) ist eine deutsche Schriftstellerin.

## Leben
Manuela Golz wirkte nach ihrem Abitur 1983 an der Max-Beckmann-Oberschule in Berlin als Krankenschwester und tiefenpsychologisch orientierte Psychotherapeutin, bevor sie mit ihrem ersten, 2006 erschienenen Roman Ferien bei den Hottentotten als Schriftstellerin wahrgenommen wurde.

## Werke
- Ferien bei den Hottentotten. Ullstein Taschenbuch, Berlin 07/2006, ISBN 978-3-548-26416-5.
- Fango Forever. Ullstein Taschenbuch, Berlin 10/2007, ISBN 978-3-548-26676-3.
- Graue Stars. Ullstein Taschenbuch, Berlin 12/2008, ISBN 978-3-548-26931-3.
- Gemeinsam sind wir unausstehlich. Ullstein Taschenbuch, Berlin 11/2009, ISBN 978-3-548-28108-7.
- Ziemlich heiß hier.... in: Immer schön cool bleiben (Hg. Uta Rupprecht), S. 123–155, Diana Verlag, München 06/2011, ISBN 978-3-453-35577-4.
- Sturmvögel. DuMont Buchverlag GmbH & Co. KG, Köln 05/2021, ISBN 978-3-8321-8137-6.